# 銀鳥産業
銀鳥産業株式会社（ぎんちょうさんぎょう）は、愛知県名古屋市中区大須三丁目に本社をおく、文房具の企画・販売を行う企業である。

## 沿革

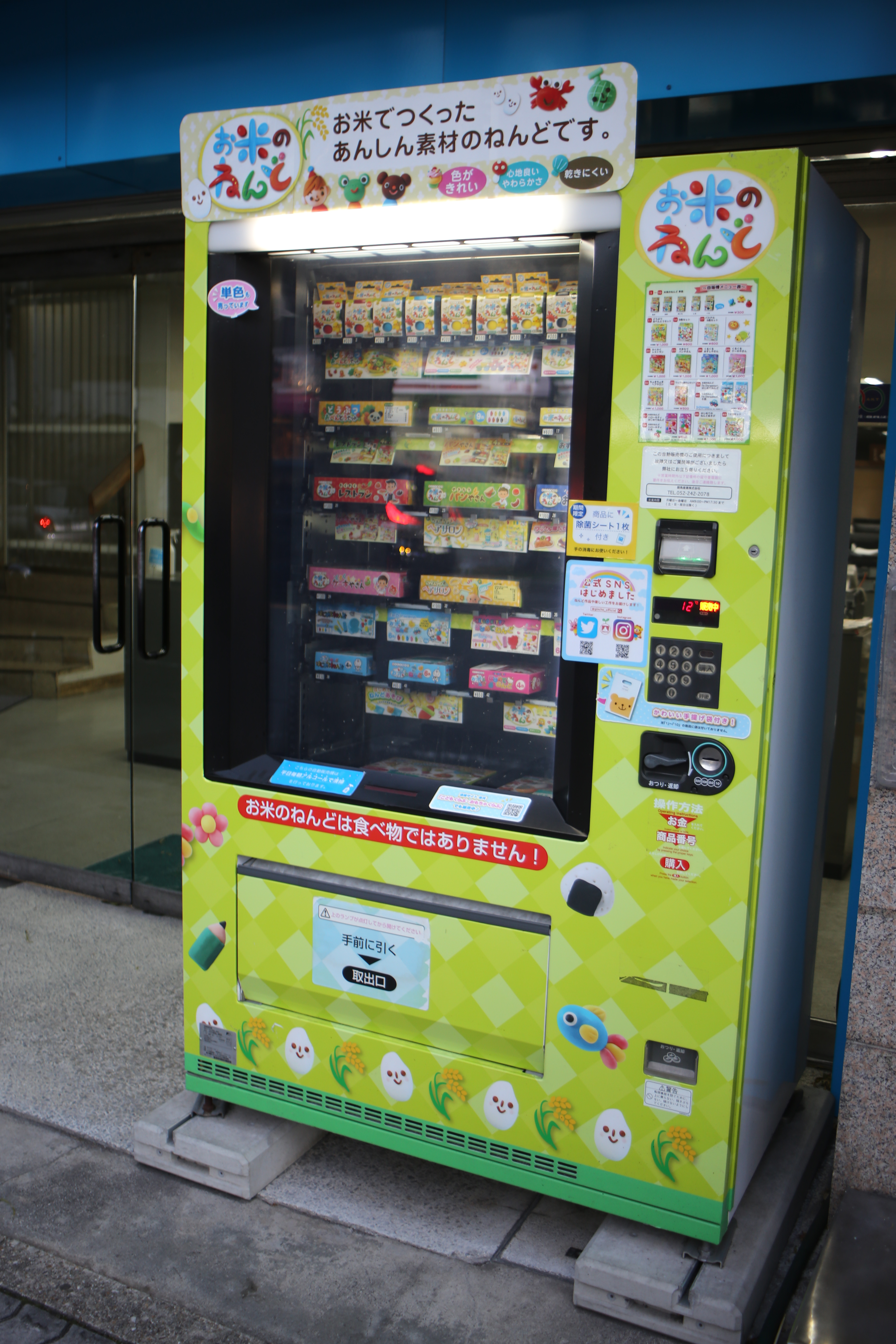
「お米のねんど」自販機（2022年1月）

- 1925年（大正14年）7月7日 - 西村政一が名古屋市中区住吉町において金属文具専門店「銀鳥商会」を創業[2]。
- 1932年（昭和7年）2月 - 名古屋市中区末広町1丁目19番地（のちに住居表示の実施に伴い、同区大須三丁目1番80号）に移転[2]。
- 1945年（昭和20年）3月19日 - 名古屋大空襲により社屋焼失[2]。
- 1947年（昭和22年）6月15日 - 銀鳥商会は「銀鳥産業株式会社」として法人化[2]。資本金19万8000円、西村政一が代表取締役社長に就任[2]。
- 1970年（昭和45年）11月 - 資本金を3000万に増資[2]。
- 2013年（平成25年） - 食物アレルギーの子供向けに米粉と塩、水のみを原料とした「お米のねんど」を開発[3]。
- 2015年（平成27年）8月3日 - 知育かるた「まなびっこ かるたシリーズ」と連動した「かるた読み上げアプリ」をリリース[4]。
- 2017年（平成29年） - 「お米のねんど」の宣伝を兼ねて本社前に粘土の自販機を設置[3]
- 2020年（令和2年）7月 - 「お米のねんど」の需要拡大により、粘土の自販機を東京支店前にも設置[3]。

## 拠点
- 本社 - 愛知県名古屋市中区大須三丁目[1]
- 札幌出張所 - 北海道札幌市豊平区西岡四条九丁目[1]
- 東京支店 - 東京都台東区駒形一丁目[1]
- 大阪営業所 - 大阪府東大阪市長田中四丁目[1]
- 福岡営業所 - 福岡県福岡市中央区平尾二丁目[1]
- 名古屋支店 - 愛知県名古屋市中区大須三丁目[1]
- 新城物流センター - 愛知県新城市大宮字清水[1]

## ブランド
- ギンポー[1]
- まなびっこ[1]
- あそびっこ[1]
- Gフレンド[1]